# HD 219828 b
HD 219828 b es un planeta extrasolar alrededor de 265 años luz de distancia en la constelación de  Pegaso. Se trata de un planeta Neptuno de masa por lo menos 21 veces más masivo que la Tierra. La composición del planeta es desconocido, pero pueden ser similares a los gigantes de hielo Urano y Neptuno o bien puede ser una roca, principalmente como Super-Tierra.